# Aarni
Aarni es un conjunto musical finés que ha sido descrito como avant-garde metal, formado por Master Warjomaa y, ocasionalmente, por otros músicos de sesión. Aunque muchas fuentes hablan sobre la existencia de otros tres miembros del grupo, estos son personajes ficticios (probablemente creados por el mismo Warjomaa), entre los cuales se incluye un conde francés nacido en el siglo XVII, y un personaje representado en forma de dibujo caricaturezco y el cual viste una remera con el logo de Aarni. 
La música de Aarni posee ciertas similitudes con el funeral doom metal (en Reaching Azathoth por ejemplo), y también con el folclore finés (The Weird of Vipunen). Otros describen el estilo de Aarni como doom Lovecraftiano-Junguiano-Kalevala avant-garde. El mismo Warjoma suele hablar de música ctónica refiriéndose a Aarni. Las líricas de Aarni incluye temas tales como el folclore finés, el transhumanismo, Lovecraft, paganismo, mitología, parapsicología y teorías psicoanalíticas. Las letras han sido escritas en diversos idiomas, tales como finés, inglés, latín, francés y hasta en egipcio antiguo y glosolalia.

## Historia
Aarni fue fundado en Finlandia en 1998 por Master Warjomaa (a veces conocido como Mahatma M. Warjomaa). En ocasiones, Warjomaa es un miembro activo de la no muy conocida banda de doom metal Umbra Nihil como guitarrista. Aarni grabó un demo en 2001 y un álbum split con Umbra Nihil el año siguiente. Después de un segundo demo en 2002, finalmente grabó un álbum llamado Bathos, en 2004, bajo el sello de Firefox Records en conjunto con Firedoom Records. Actualmente, se encuentra grabando un disco llamado Tohcoth que, según rumores, saldrá en enero de 2008 bajo la marca de Epidemie Records.

## Controversia

### Miembros ficticios
En el sitio oficial de Aarni, la sección de la banda contiene cuatro miembros, así como la información que habla sobre cada uno de ellos.
Los cuatro miembros de la cinta son: el Maestro Warjomaa, Domintroll, el Comte de Saint-Germain y Mistress Palm.
Warjomaa comentó esto en una entrevista en el 2004:
"El número de Aarni es 5, y 5 es el número de Aarni. Piensa un rato sobre ésto y verás: Aarni consiste en cuatro personalidades mas yo. ¿Por qué cuatro? porque he decidido adherirme al concepto de cuaternidad -cuatro tipos de personalidad, cuatro equinoccios, cuatro elementos, cuatro estaciones del sol, cuatro etapas de la vida humana, cuatro direcciones cardinales, cuatro mundos cabalísticos, cuatro miembros del cuerpo humano, cuatro temas principales en las canciones de Aarni, cuatro cerebros básicos humanos de la vuelta de la teoría de Timothy Leary, etc.- Mira el pentagrama, que representa la existencia humana: hay cuatro puntos combinados, gobernados por el quinto. Todo és desde luego simbólico."

#### Master Warjomaa
Master Warjomaa es el alias del miembro más estable de la banda. Según el sitio oficial, Warjomaa, que nació en 1974, fue influenciado por Joe Satriani, el Taoísmo, Camel y H.P. Lovecraft, 
y pertenece a la especie Homo Superior, y que su lugar favorito es Cydonia. Con muchos otros artistas, Warjomaa tomó a Black Sabbath, Candlemass, King Crimson y Van der Graaf Generator como sus influencias musicales. En una entrevista en 2006, Warjomaa declaró:
"Aunque prefiero una deidad de unicornio femenino a un vertebrado masculino alpha gaseoso, preferiría no escoger ninguna deidad o deidades en absoluto. Pienso que deberíamos detener a los dioses del culto y comenzar apuntar a la acción de hacernos dioses."

#### Le Comte de Saint Germain
Le Comte de Saint Germain es uno de los miembros de Aarni. Su rol en la banda es "Sensación, proceso alquímico y las llaves hacia los secretos". Está escrito que nació en el año 1665, y que es un ex humano.

#### Domintroll
Domintroll ha sido representado con un estilo de dibujo caricaturesco como una persona con una nariz muy prominente, una pipa en la boca, el logo de Aarni en su remera y haciendo un gesto obsceno con su dedo del medio. Según la web oficial, nació en 1998, por lo tanto debería tener 6 años para el momento que Aarni lanzó su primer álbum, en 2004. Se dice que Domintroll pertenece a la especie de Duumipeikko. És una referencia del popular dibujo animado finés Moomin, en el que Muumipeikko es uno de los personajes.

#### Mistress Palm
Mistress Palm és el cuarto miembro de la banda. Fue representada como una ama de casa mayor, con un delantal, sosteniendo un cepillo de limpiar platos, y abriendo la boca con consternación. Ella ha sido pensada para ser un programa de computadora, o un rectoplasma flogisto-conducido.

### Sitio Web
En la parte superior de sitio web oficial, está escrito "4=1". El motivo de esta ecuación posiblemente reside en el motivo de demostrar la situación de los cuatro miembros y un miembro actual, o puede ser una referencia al concepto junguiano de cuaternidad. 
En la página de noticias (también llamadas "las Noticias Indecibles"), las noticias fueron catalogadas cronológicamente. Las fechas fueron escritas en la forma correspondiente a éstos en el calendario Discordiano. Estas fechas siguen la forma de "DD/SS/YYYY". Por lo tanto, por ejemplo: el año 2007 CE es notado como 3173 AM.

### Líricas
La lírica ha sido cantada en inglés, en finlandés, latín, y de vez en cuando en francés, en egipcio antiguo, o glosolalia. Hay rumores que declaran que también han escrito letras en sueco y enoquiano. Sin embargo el sitio web no da ningún argumento para o contra la exactitud verdadera de estos rumores. En varias canciones, la lírica se refiere a los mitos de Cthulhu. En una entrevista con la revista Nocturne, Warjomaa dijo haber escrito la lírica en ouraniano barbárico y enoquiano, así confirmando ciertos rumores.
En el tema "Squaring the Circle" ("cuadrando el círculo"), dice "Zero equals two" (que traducido significa "el 0 iguala 2"). Esto puede ser una referencia a las ideas de Aleister Crowley, y similar al "4=1", la declaración sobre la parte superior del sitio web oficial de la banda. En "The thunder, Perfect Mindfuck", dice lo siguiente (traducido): "soy el desvergonzado y me avergüenzo", y "soy la falsedad, y soy la verdad". Estas son paradojas basadas en el poema agnóstico del cual ésta lírica parece haberse basado, The Thunder, Perfect Mind.

## Miembros reales
- Master Warjomaa - Creó, tocó y produjo muchas de las canciones y líricas.
- Rhesus Christ - Baterista de sesión en el disco Bathos
- Albert Frankenstein - Vocalista de sesión en el disco Bathos

## Discografía

### Demo 2001
Demo 2001 fue grabado independientemente por Aarni en 2001. En la tapa, figura una imagen del Conde de Saint Germain.
Temas:
1. "Myrrys" - 5:00
2. "The Black Keyes (of R'lyeh)" - 5:53
3. "Metsänpeitto" - 0:58
4. "Persona Mortuae Cutis" - 5:52
"Persona Mortuae Cutis" aparece como un cover de la canción de Slayer Dead Skin Mask traducido al Latín.

### Aarni / Umbra Nihil Split
Aarni / Umbra Nihil Split fue grabado en Firebox Records en 2002.
Temas:
- Aarni

1. "Ubbo-Sathla" - 3:37
2. "Myrrys" - 5:00
3. "Transcend Humanity" - 12:00
4. "Liber Umbrarum vel Coniunctio" - 6:18
5. "Reaching Azathoth" - 11:55
6. "Ánima" - 4:14
- Umbra Nihil

7. "Follow and Believe / Fall Without Relief" - 9:12
8. "A Mere Shell" - 8:25
9. "My Way to the Lakeshore" - 2:04
10. "Determination" - 7:09
11. "Water in Lungs" - 8:31

### Duumipeikon paluu
Duumipeikon paluu fue grabado independientemente por Aarni en 2002.
Temas:
1. "Myrrys" - 5:00
2. "Lampaan Vaatteissa" - 6:03
3. "The Weird of Vipunen" - 7:22
4. "Transcend Humanity" - 12:00
5. "Reaching Azathoth" - 11:55
Duumipeikon paluu y Demo 2001 fueron regrabados juntos en 2003.

### Bathos
Bathos fue grabado en Firedoom Music, un subsello de Firebox Records, el 8 de noviembre de 2004
Temas:
1. "Ονειροσκόπος" - 1:31
2. "Squaring the Circle" - 7:50
3. "Quinotaurus (Twelve Stars In Sight)" - 3:48
4. "Kivijumala " - 11:45
5. "V.I.T.R.I.O.L." - 6:33
6. "The Thunder, Perfect Mindfuck" - 8:32
7. "Mental Fugue" - 6:49
8. "Niut Net Meru" - 9:20
9. "Kesäyö" - 8:59

### Pandemia
Pandemia és el nombre de una canción de Aarni que solo está disponible en internet y que se puede descargar desde la página oficial de Aarni. Fue originalmente grabado en 2002, pero en 2003 fue remixado y nuevamente grabado para la internet.

### Tohcoth
Álbum dedicado al gran Robert Anton Wilson. Grabado y mezclado en Doominvalley Studios por Aarni, en 2008.
Masterizado por Tuomas M. Mäkelä, en Kajekammio
1. "Coniuratio Sadoquae"
2. "The Hieroglyph"
3. "Riding Down the Miskatonic on a Dead Thing"
4. "Arouse Coiled Splendour"
5. "Λογος"
6. "All Along The Watchtowers"
7. "Chapel Perilous"
8. "The Sound of One I Opening"
9. "The Battle Hymn of The Eristocracy"
10. "Barbelith"
11. "Iku-Turso"